# Žarko Šešum
Žarko Šešum (serbisch-kyrillisch Жарко Шешум; * 16. Juni 1986 in Bačka Palanka, SR Serbien, SFR Jugoslawien) ist ein ehemaliger serbischer Handballspieler, der zuletzt für die Kadetten Schaffhausen spielte.
Bei der Junioren-Europameisterschaft in Innsbruck im August 2006 wurde er zum besten Spieler des Turniers gewählt.

## Karriere

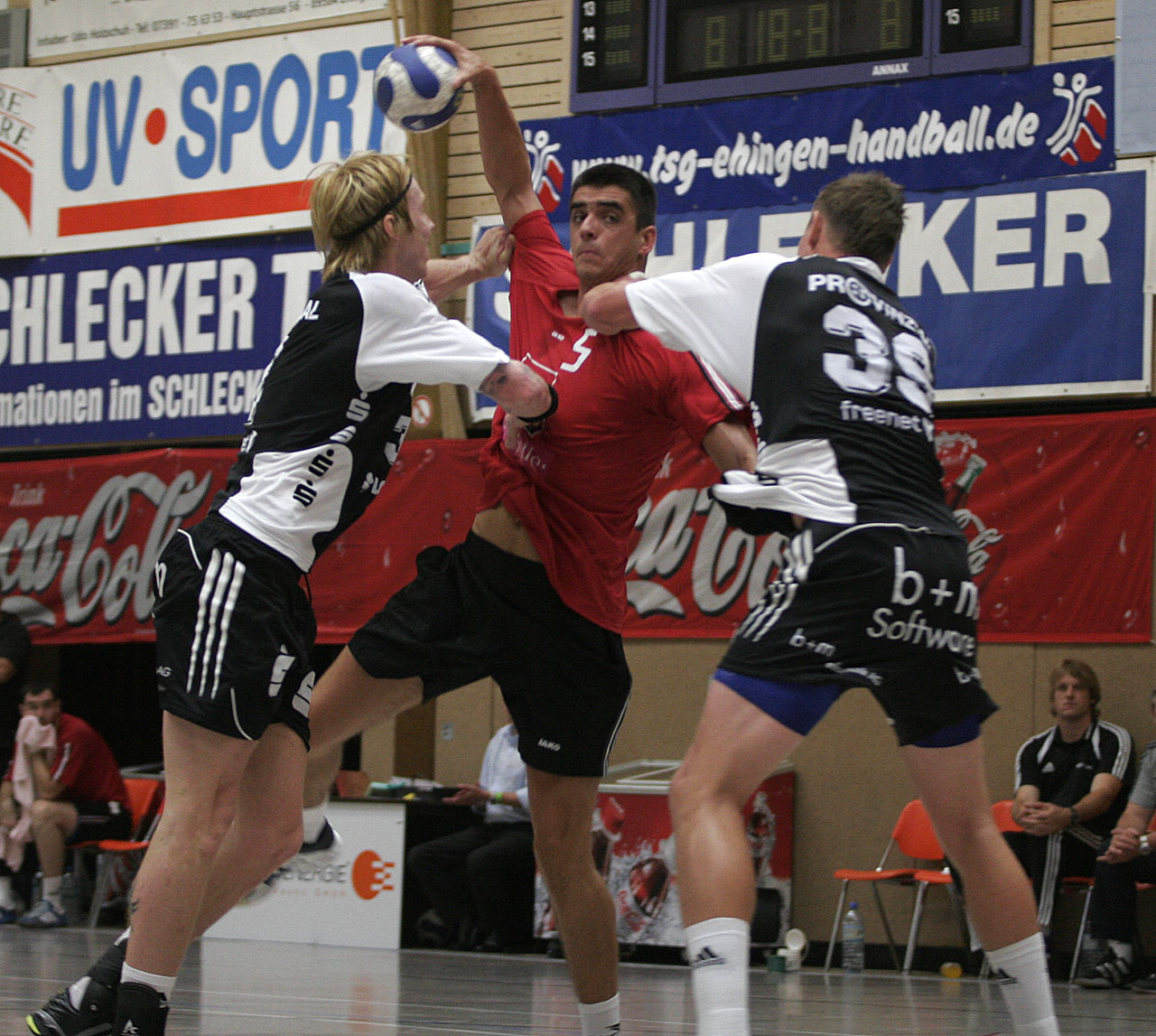
Žarko Šešum

Mehrere Bundesligavereine hatten Ende 2006 bis Anfang 2007 großes Interesse an Šešum, insbesondere der HSV Hamburg bemühte sich intensiv um den jungen Serben. Im Februar 2007 unterschrieb er aber bei KC Veszprém einen Vertrag bis 2011. 2008 gewann Šešum mit Veszprém den Europapokal der Pokalsieger und die ungarische Meisterschaft. Zur Saison 2011 war ein Wechsel zu den Rhein-Neckar Löwen geplant. Nachdem sich dort Michael Müller Anfang der Saison 2010 verletzt hatte, wurde der Transfer vorgezogen und bereits im September 2010 abgewickelt. Mit den Löwen gewann er 2013 den EHF-Pokal. Zur Saison 2014/15 wechselte er zu Frisch Auf Göppingen. Mit Göppingen gewann er 2016 und 2017 den EHF-Pokal. Zur Saison 2018/19 wechselt er zu den Kadetten Schaffhausen. Mit Schaffhausen gewann er 2019 die Schweizer Meisterschaft. Im Sommer 2021 beendete er aus gesundheitlichen Gründen seine Karriere als Leistungssportler.
Am 8. Februar 2009 wurde Žarko Šešum bei einer Messerstecherei in einem Veszprémer Tanzlokal schwer verletzt. Durch Tritte an den Kopf erlitt er einen Schädelbruch. Sein Mannschaftskamerad Marian Cozma starb an zwei Messerstichen ins Herz und Ivan Pešić verlor durch einen Stich eine Niere. Bei der Europameisterschaft 2012 wurde er nach dem Halbfinalspiel gegen Kroatien durch einen Wurf mit einem Gegenstand am Auge verletzt.
Für die Serbische Handballnationalmannschaft bestritt Šešum bis Februar 2018 141 Länderspiele, in denen er 375 Tore warf. Mit Serbien gewann er die Goldmedaille bei den Mittelmeerspielen 2009. Er stand im Aufgebot für die Weltmeisterschaft 2011. Bei der EM 2012 im eigenen Land wurde er mit dem serbischen Nationalteam Vize-Europameister. Im Sommer 2012 nahm er an den Olympischen Spielen in London teil. Bei der Weltmeisterschaft 2013 belegte er den 10. Platz.